# Voie lacustre du poète
La voie du poète (finnois : Runoilijan tie) est un parcours lacustre allant de Tampere à Virrat par Ruovesi et Visuvesi en Finlande,.

## Présentation
La voie prend le Näsijärvi, le canal de Murole et la voie d'Ähtäri. 
Le voyage est assuré pendant l'été par le S/S Tarjanne (fi), et précédemment par le S/S Pohjola. 
Le nom de l'itinéraire fait référence à Johan Ludvig Runeberg, qui a vécu à Ruovesi pendant quelque temps durant sa jeunesse et y a écrit plusieurs poèmes bien connus.
Les ports de départ et d'arrivée de la route du poète sont le port de Mustanlahti à Tampere, situé à côté de Särkänniemi, et le port de Virrat juste à côté du centre-ville de Virrat. 
L'itinéraire passe par le lac Näsijärvi, à travers le canal de Murole, Ruovesi et le lac Visuvesi jusqu'à Virrat. 
Au total, le temps de trajet est de 8 heures et 15 minutes.